# Hermann Priebe (Geistlicher)
Hermann Priebe (* 25. Juni 1871 in Petershagen, Kreis Fürstenthum; † 24. Februar 1961 in Berlin) war ein deutscher evangelischer Geistlicher.

## Leben und Wirken

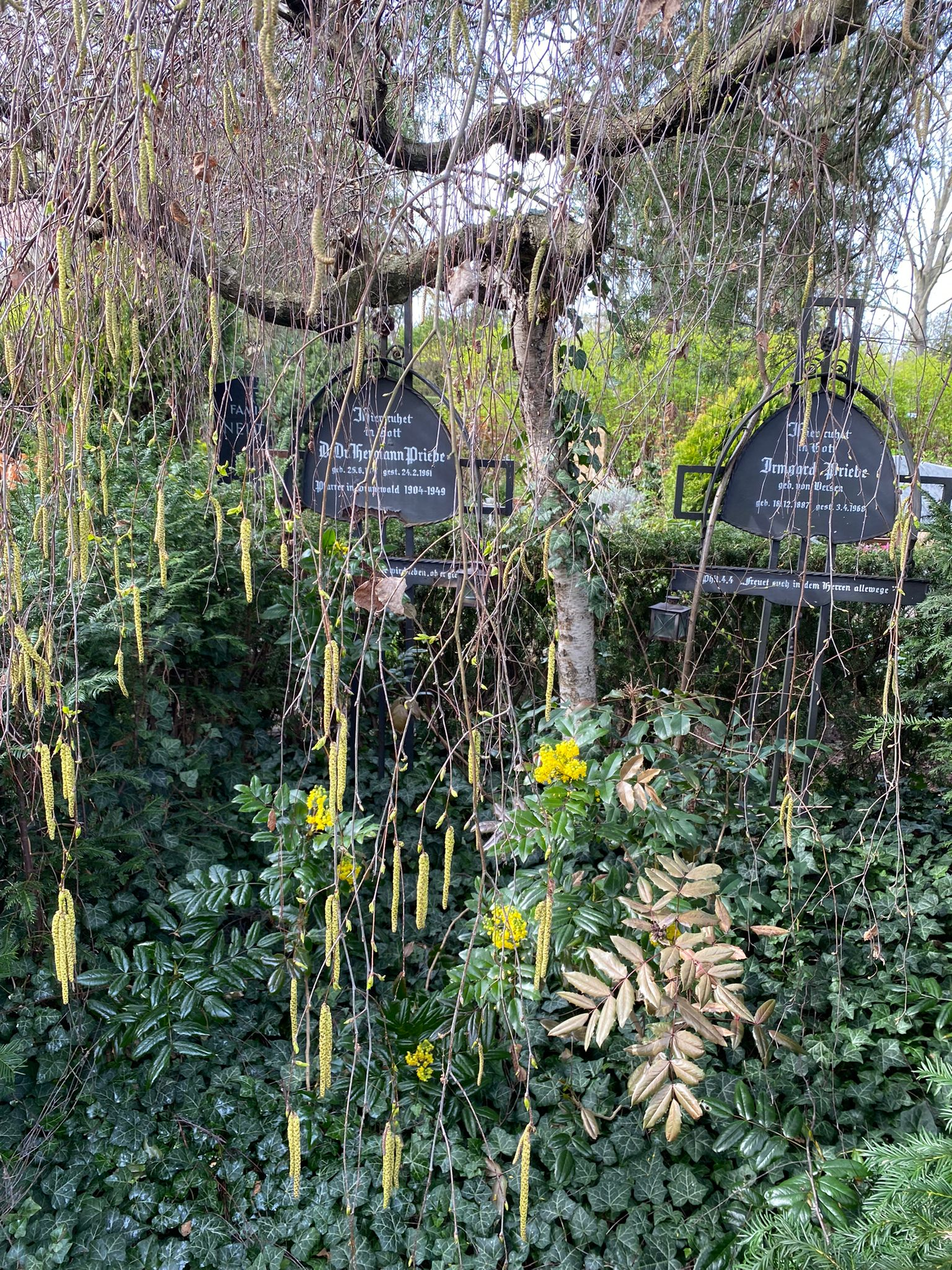
Grabstätte auf dem Friedhof Grunewald

Priebe wurde 1901 Schulleiter und Pastor im portugiesischen Amora. 1903 kam er als Hilfsprediger nach Berlin-Friedenau, wo er 1904 zum Pfarramtsverweser ernannt wurde.
Im Jahr 1905 wurde Priebe als Pfarrer der Gemeinde Berlin-Grunewald samt der Grunewaldkirche bestellt, eine Stellung, die er beibehalten sollte, bis er 1949 in den Ruhestand ging. In seiner mehr als vierzigjährigen Wirkungszeit in Grunewald soll Priebe die Gemeinde, dem Arbeitskreis Geschichte Wilmersdorf zufolge, besonders geprägt haben. Im Rahmen seiner Tätigkeit als Gemeindepfarrer erteilte Priebe auch Konfirmandenunterricht. Zu den von Priebe konfirmierten Personen gehörten unter anderem Erwin Planck, den er auch getauft hatte, Hans von Dohnanyi und Dietrich Bonhoeffer. 
Während des Ersten Weltkriegs tat Priebe sich auch außerhalb seiner Gemeinde durch eine Vielzahl von martialischen Broschüren hervor, die den Krieg als solchen rechtfertigten. In seinen Predigten versuchte Priebe ebenfalls, die Bevölkerung zugunsten des Krieges zu mobilisieren. So forderte er etwa von seinen weiblichen Gemeindemitgliedern: »Kriegerfrauen! Für den Sieg unserer gerechten Sache wird nicht nur mit Kanonen und Gewehren, sondern auch mit dem Kochlöffel gekämpft!«
Er bearbeitete die Volksausgabe der Kriegserinnerungen von Erich Ludendorff. Im Vorwort derselben heißt es: „Bei der Bearbeitung hat mich Herr Pfarrer Priebe, Berlin-Grunewald, tatkräftig unterstützt. Trotz der notwendig gewordenen Streichungen hoffe ich, daß der Leser ein abgerundetes Bild der wesentlichen Zusammenhänge und der großen Taten erhält. Im Sommer 1920. Ludendorff.“
In den 1930er Jahren näherte Priebe sich den Nationalsozialisten an. So vollzog er auch die Trauung des SA-Gruppenführers Karl Ernst.
Aus Priebes Ehe mit Irmgard Priebe (1887–1968) gingen fünf Kinder hervor. Einer der Söhne war der Agrarwissenschaftler Hermann Priebe.
Hermann Priebe wurde auf dem Friedhof Grunewald beigesetzt.

## Schriften
- Das Christusbild in der Kunst des 19. und 20. Jahrhunderts. (Dissertation), 1932.